# 구명환 (야구인)
구명환(具明煥, 1986년 1월 13일 ~ )은 KBO 리그 두산 베어스의 외야수였고, 현재 KBO 리그 심판위원이다.
2003년 두산 베어스에 입단하였다. 선수 당시 등번호는 44번이었다. 2011년 4월부터 한국야구위원회 심판위원으로 활동하고 있다.

## 학력
- 대구내당초등학교
- 경상중학교
- 경북고등학교

## 논란
2019년 6월 7일 대전한화생명이글스파크에서 열린 LG 트윈스 VS 한화 이글스 경기에서 3피트 룰을 제대로 적용 못하고 오심을 저질렀다. 이로 인해 주심 문동균 심판은 2군으로 강등되었으나 1루심이었던 구명환 심판은 어떤 징계도 받지 않았다.
2021년 6월 30일 고척스카이돔에서 열린 롯데 자이언츠 VS 키움 히어로즈 경기에서 스트라이크 존 한 가운데를 관통하는 투구를 볼로 판정하였다. 이전에도 두산 출신 주심으로써 편파판정 논란이 존재했고 스트라이크 판정에 대해서도 여러 불만이 있어왔다.